# Cephalotes pallidoides
Cephalotes pallidoides är en myrart som beskrevs av De Andrade 1999. Cephalotes pallidoides ingår i släktet Cephalotes och familjen myror. Inga underarter finns listade.

## Bildgalleri

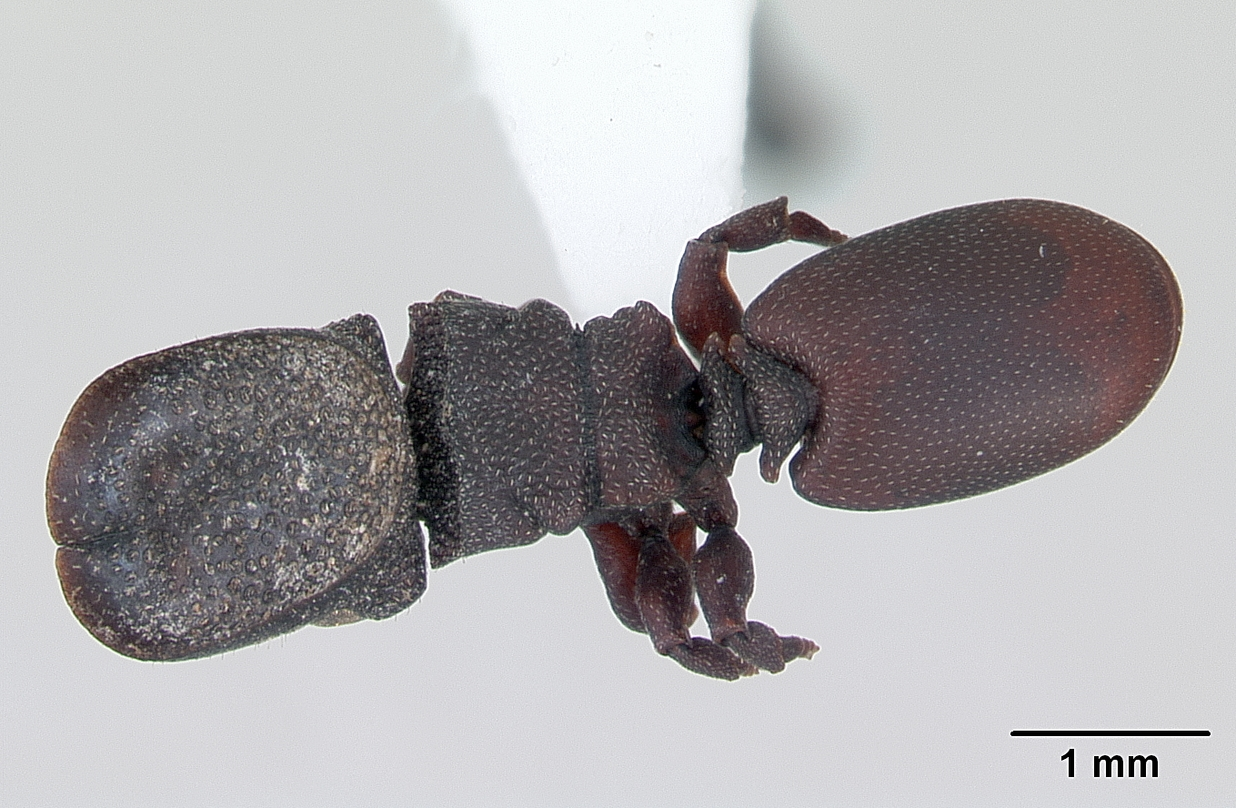
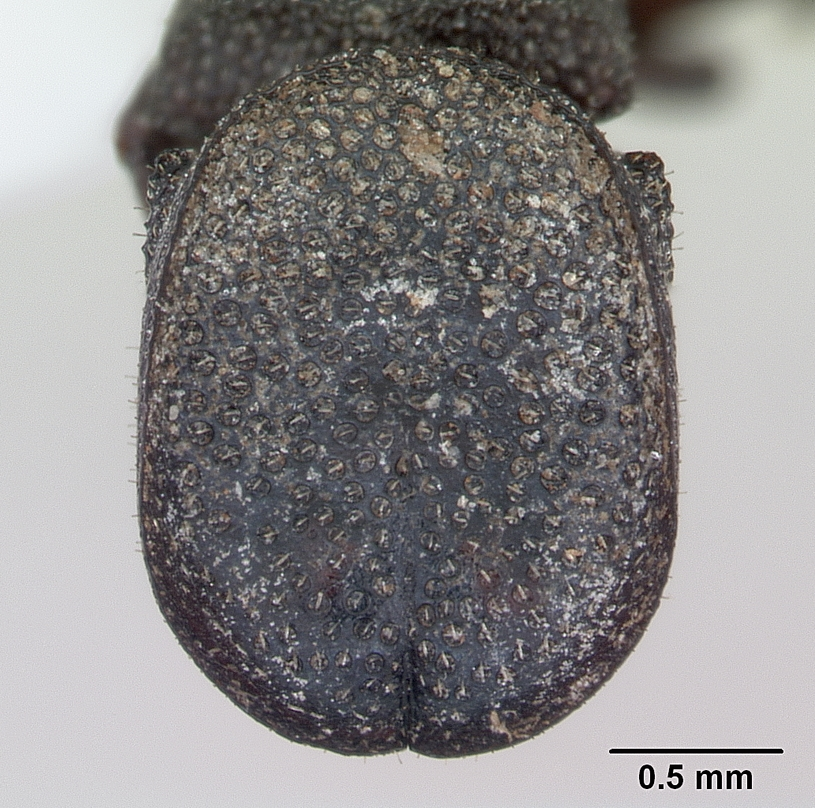
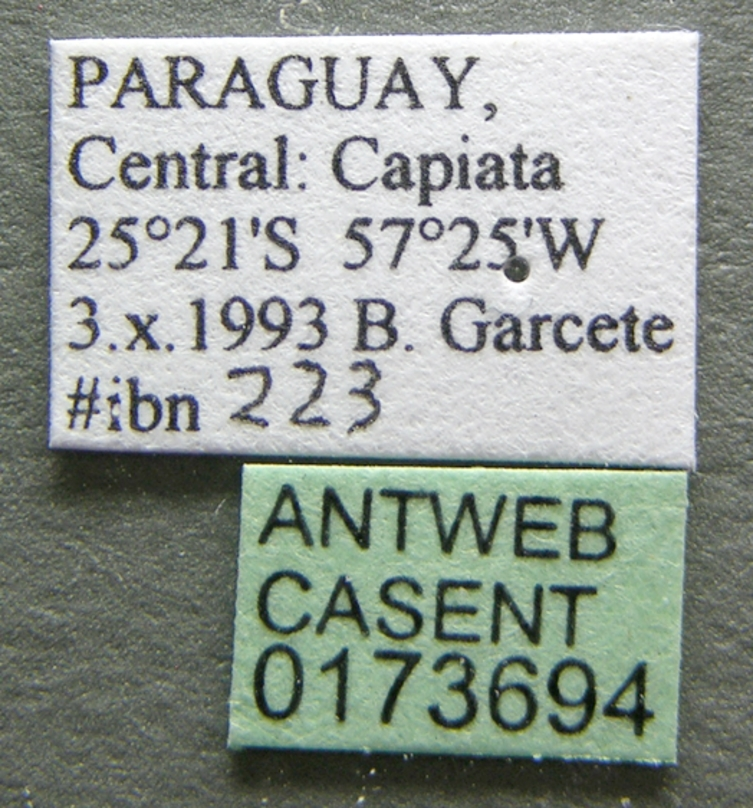
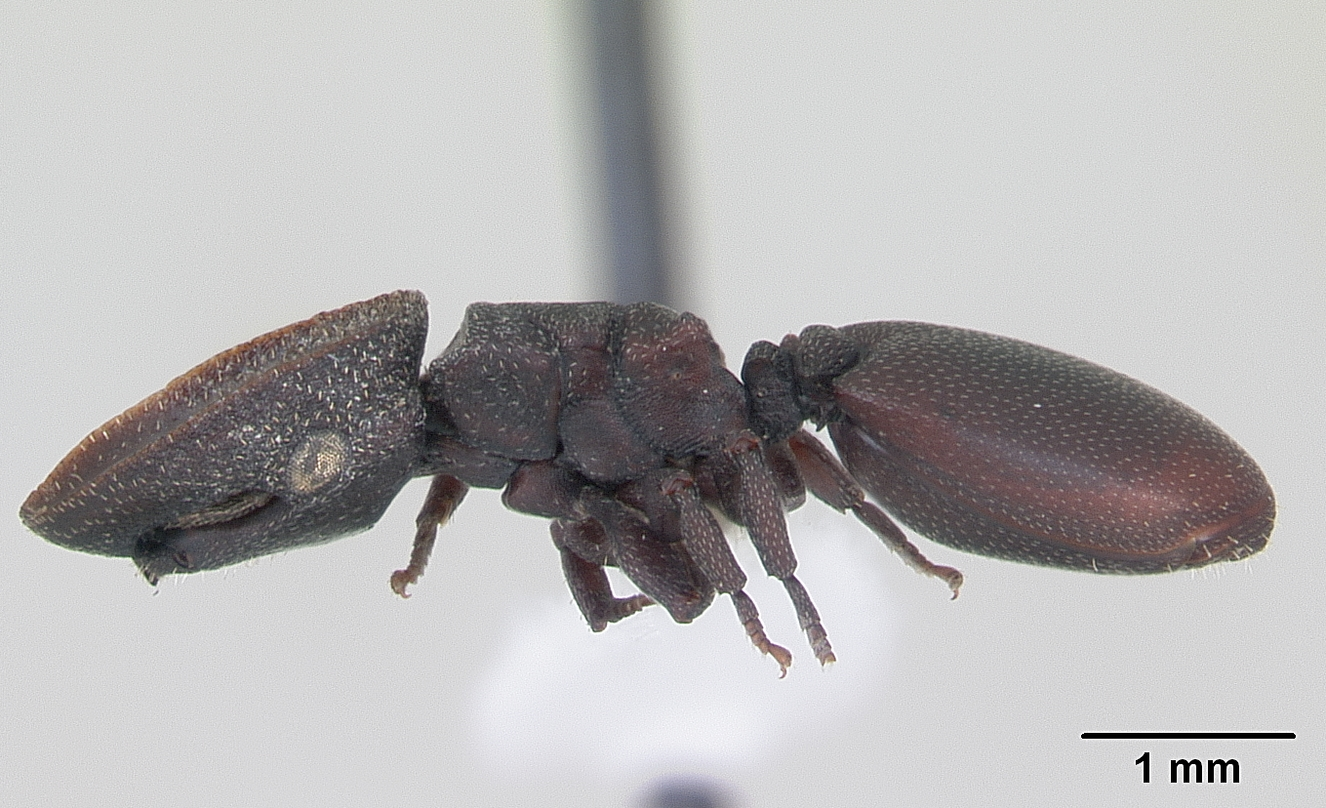
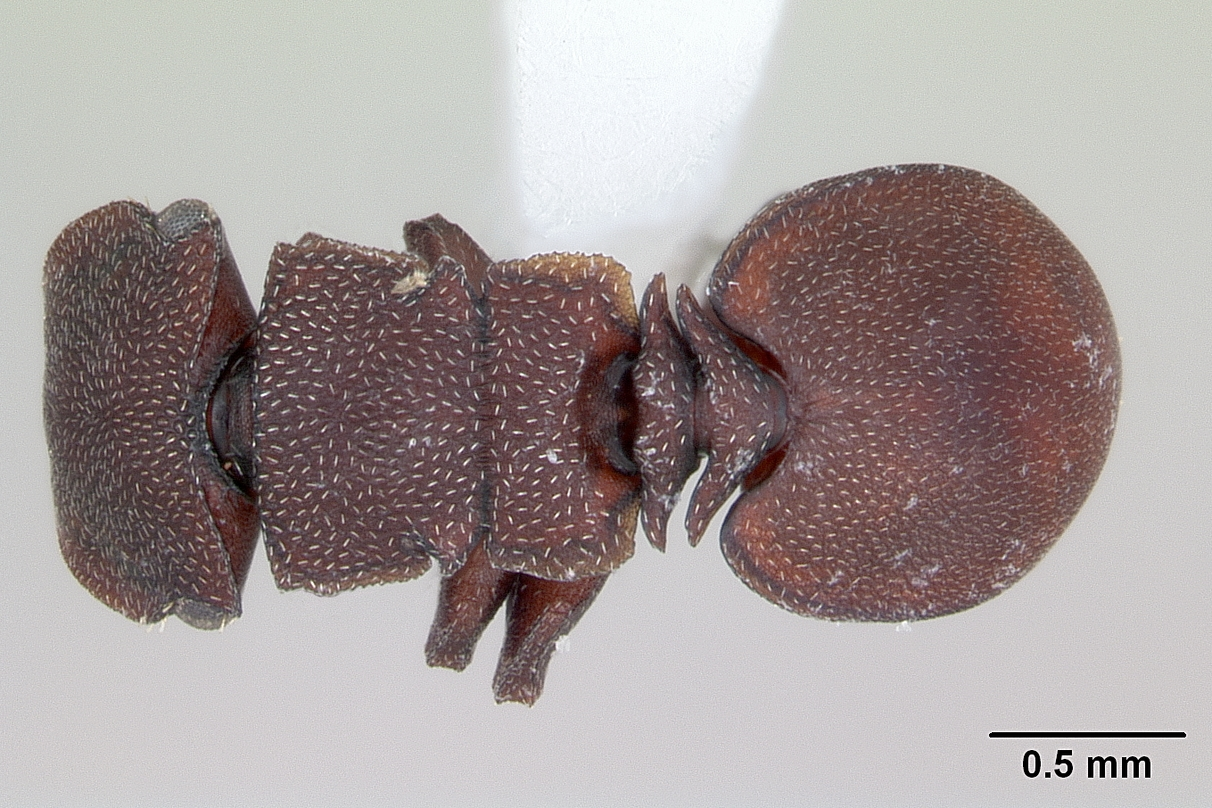
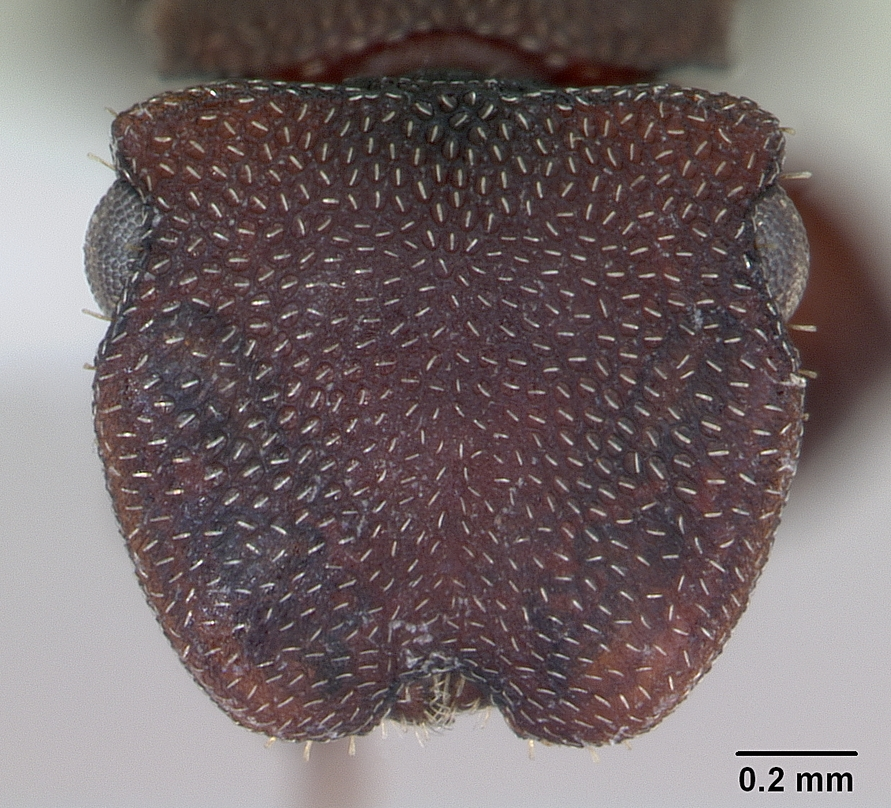